# Furnariida
Furnariida je jeden z taxonů křikavých pěvců.

## Fylogeneze a taxonomie

### Kladogram
Kladogram čeledí sestavený na základě nejnovějších molekulárních analýz:
|  | Conopophagidae, mucholovkovití |
|  |                                |
|  | Thamnophilidae, mravenčíkovití |
|  |                                |

|  | Rhinocryptidae, štidlákovití                                                                    |
|  |                                                                                                 |
|  | \| \| Formicariidae, mravenčíkovcovití \| \| \| \| \| \| Furnariidae, hrnčiříkovití \| \| \| \| |
|  |                                                                                                 |
|  | Formicariidae, mravenčíkovcovití                                                                |
|  |                                                                                                 |
|  | Furnariidae, hrnčiříkovití                                                                      |
|  |                                                                                                 |

|  | Formicariidae, mravenčíkovcovití |
|  |                                  |
|  | Furnariidae, hrnčiříkovití       |
|  |                                  |

|  | Rhinocryptidae, štidlákovití                                                                    |
|  |                                                                                                 |
|  | \| \| Formicariidae, mravenčíkovcovití \| \| \| \| \| \| Furnariidae, hrnčiříkovití \| \| \| \| |
|  |                                                                                                 |
|  | Formicariidae, mravenčíkovcovití                                                                |
|  |                                                                                                 |
|  | Furnariidae, hrnčiříkovití                                                                      |
|  |                                                                                                 |

|  | Formicariidae, mravenčíkovcovití |
|  |                                  |
|  | Furnariidae, hrnčiříkovití       |
|  |                                  |

### Čeledi infrařádu
- Melanopareiidae, štidláci – 4 druhy v 1 rodu
- Conopophagidae, mucholovkovití – 11 druhů ve 2 rodech
- Thamnophilidae, mravenčíkovití – 220 druhů v 54 rodech
- Grallariidae, mravenčíci – 51 druhů ve 4 rodech
- Rhinocryptidae, štidlákovití – 56 druhů ve 12 rodech
- Formicariidae, mravenčíkovcovití – 11 druhů ve 2 rodech
- Furnariidae, hrnčiříkovití – 298 druhů v 73 rodech